# سنت‌پترفا
سِنت‌پترفا (به مجاری:  Szentpéterfa) یک شهرداری در مجارستان است که در واش واقع شده‌است. سنت‌پترفا ۳۱٫۲۴ کیلومتر مربع مساحت و ۹۸۴ نفر جمعیت دارد.